# Symmachia threissa
Symmachia threissa är en fjärilsart som beskrevs av William Chapman Hewitson 1870. Symmachia threissa ingår i släktet Symmachia och familjen Riodinidae. Inga underarter finns listade i Catalogue of Life.

## Bildgalleri

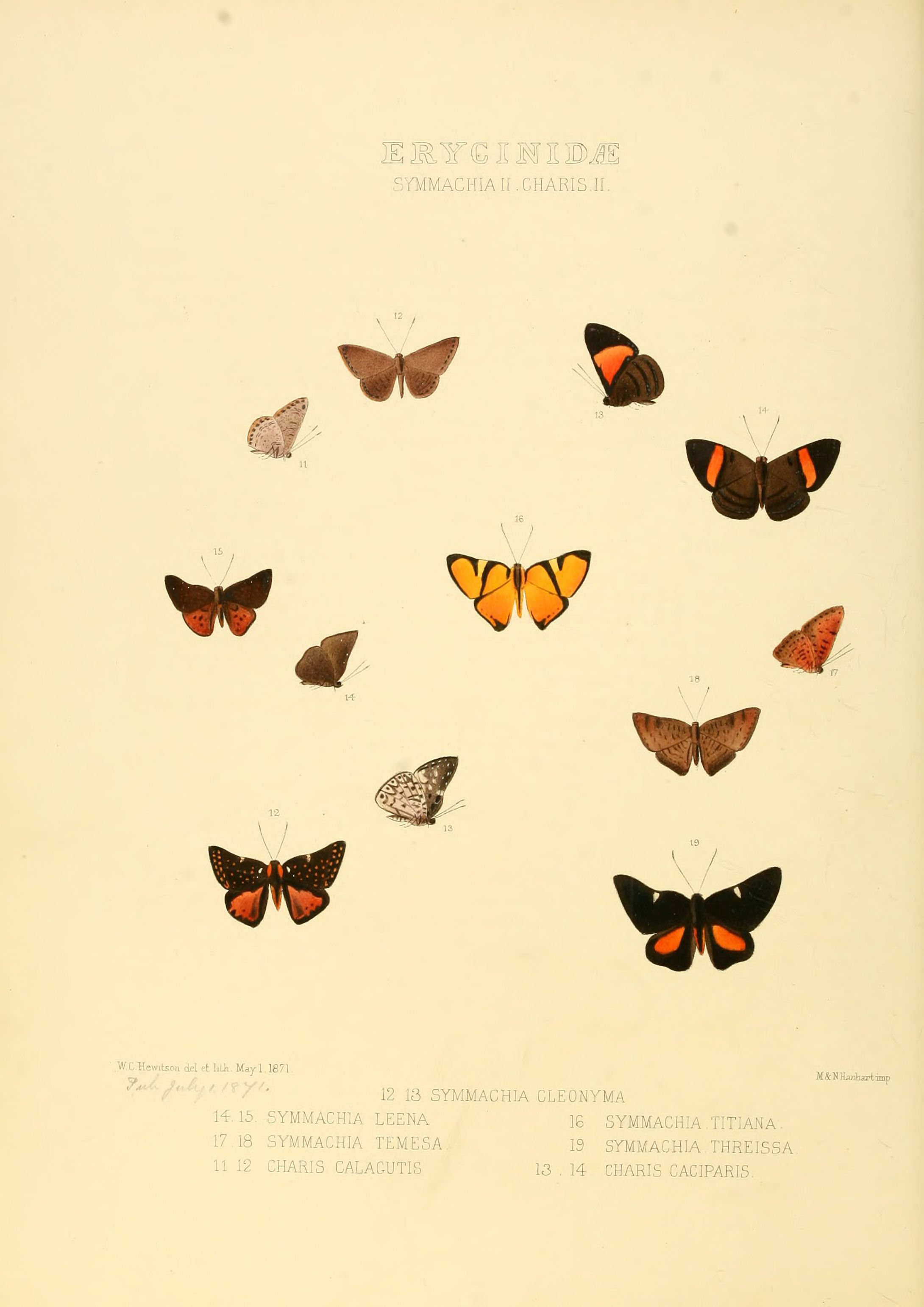